# Сніцарь Андрій Олегович
Сні́царь Андрі́й Оле́гович (12 березня 1963, м. Нововолинськ — 11 листопада 2019, м. Суми) — український лікар, вчений, педагог, кандидат медичних наук, доцент кафедри інфекційних хвороб та епідеміології Медичного інституту Сумського державного університету, головний лікар Сумської обласної інфекційної клінічної лікарні ім. З. Й. Красовицького.

## Біографія
Народився 12 березня 1963 року в м. Нововолинську в сім’ї лікарів.  Коли йому було два роки, сім’я переїхала до м. Суми. Батько Олег Петрович був урологом, а мати Світлана Георгіївна — дерматолог, Заслужений лікар України (1993). Довгий час працювала заступником начальника управління охорони здоров’я.
Після школи вступив до Харківського Державного Медичного інституту (нині Харківський національний медичний університет). 1986 року після закінчення університету за спеціальністю “лікувальна справа”  працював лікарем-інфекціоністом в інфекційному відділенні Першої Сумської міської лікарні.
З 1992 до 2000 року  — завідувач 1-го інфекційного відділення Центру з інфектології і медико-біологічних проблем в екології м. Суми.
1996 року захистив кандидатську дисертацію та почав працювати викладачем на кафедрі інфекційних хвороб та епідеміології Медичного інституту Сумського державного університету, одночасно продовжуючи лікарську діяльність.
2000 року очолив Сумську обласну інфекційну лікарню ім. З. Й. Красовицького (нині Медичний клінічний центр інфекційних хвороб та дерматології ім. З. Й. Красовицького).
11 листопада 2019 року помер від хвороби, якою хворів протягом останніх п`яти років життя.

## Наукова діяльність
Андрій Олегович, крім лікарської,  займався науковою діяльністю. 1996 року захистив кандидатську дисертацію на тему «Комплексне лікування хворих на хронічний опісторхоз з використанням гіпербаричної оксигенації і магнітотерапії» і 2004 року отримав звання доцента.
Неодноразово відвідував міжнародні конгреси та симпозіуми з інфекційних хвороб, імунології та гематології в Португалії, Франції, Німеччині, Польщі, Росії, Білорусі. Брав участь в організації та проведенні науково-практичних конференцій та семінарів Сумської області.
Є автором  понад 80 наукових праць у вітчизняних і зарубіжних медичних виданнях.
Має патенти на винахід.

## Професійна діяльність
Андрій Олегович вважається одним із засновників практичної школи інфекціоністів Сумської області. Був талановитим лікарем та керівником.
Ще під час навчання в Харківському національному медичному університеті познайомився із Зіновієм Красовицьким, який став для нього вчителем та наставником. Саме тоді своєю спеціальністю обрав інфектологію і після закінчення навчання почав працювати лікарем-інфекціоністом.
У 1990 році, маючи 4 роки професійного стажу, поїхав працювати у складі інтернаціональної бригади в Таджикистан, який на той час входив до складу СРСР.  Лікував дітей від інфекцій, поширених в середньоазіатських країнах.
Разом з Красовицьким  працював над створенням сучасної інфекційної лікарні, а 2000 року очолив  Сумську обласну інфекційну лікарню, ставши наступником Зіновія Йосиповича. Під керівництвом Сніцаря  на базі лікарні були створені клініко-діагностична лабораторія, відділення реанімації та інтенсивної терапії та перший в Україні музей інфекційної служби. Була проведена реконструкція приймального відділення та відкрито харчовий блок.
Перебуваючи на посаді головного лікаря, продовжував займатися лікарською діяльністю. Опанував методику проведення ультразвукової діагностики (1999) та техніку пункції печінки. Пройшов стажування  у США з питань ВІЛ/СНІДу.
Андрій Олегович займався вивченням проблеми вірусних гепатитів у Сумській області. Під його керівництвом у 2000 році був створений Гепатологічний центр в Сумській обласній інфекційній лікарні. Спільно з лікарем  Володимиром Рябіченком розробив обласну програму профілактики та лікування вірусних гепатитів «Антигепатит», яку було затверджено у 2007 році. Програма передбачала проведення діагностування та лікування соціально незахищених верств населення за рахунок обласного бюджету. Завдяки заходам програми у Сумській області було проліковано понад тисячу хворих. Проводяться вакцинопрофілактика та дослідження на гепатити, придбано апарат для гемодіалізу з модулем екстракорпоральної підтримки печінки “Штучна печінка”. Програма функціонує до теперішнього часу.
В останні два роки життя у зв’язку з важкою хворобою Андрій Олегович втратив можливість рухатися, але продовжував дистанційно консультувати колег та пацієнтів.
Сніцарь був членом Всеукраїнської асоціації інфекціоністів, Всеукраїнської асоціації України з вивчення захворювань печінки, Національного наукового товариства інфекціоністів, Національної спілки журналістів України, Європейського товариства інфекціоністів і клінічних мікробіологів, Європейської та Американської асоціацій з вивчення печінки.
Неодноразово нагороджувався почесними грамотами обласної ради та управління охорони здоров’я Сумської обласної державної адміністрації.

## Викладацька діяльність
Андрій Олегович працював викладачем на кафедрі інфекційних хвороб та епідеміології Медичного інституту Сумського державного університету. Більше 100 його учнів стали висококваліфікованими спеціалістами, а деякі з них працюють керівниками медичних закладів.

## Захоплення та громадська діяльність
Андрій Олегович був активним громадянином та людиною різносторонніх інтересів. З 2000 до 2005 року  — депутат Сумської міської ради.
Займався письменницькою та блогерською діяльністю.  Створив сторінку у Facebook ”Доктор Сницарь” , яка нині має більше 30 тисяч підписників. На цій сторінці Андрій Олегович писав статті на тему інфекційних та загальномедичних проблем доступною для читачів мовою. Також започаткував на сторінці “Календар інфектології”, який щодня оновлювався історичними фактами розвитку інфекційних хвороб.
Захоплювався історією, мистецтвом та літературою. Вмів грати на гітарі, співав та писав пісні. 
Збирав твори сучасних художників. В своїй колекції особливо виділяв живопис Олега Харча, з яким товаришував з юнацтва.  Любив подорожувати та ходити в походи.

## Книга “Нариси інфектології”
Книга  “Нариси інфектології”  — давня мрія  Андрія Олеговича.  Має два видання. Перше видання вийшло друком у листопаді 2019 року після смерті автора та мало тираж у кількості 1000 примірників. Друге видання книги (1500 екземплярів) було доповнено статтями, написаними автором в останні місяці життя,  і вийшло друком у січні 2020 року. До видання увійшло 9 нових розділів, загалом це 60 сторінок.
Розділами книги стали багато статей на професійні теми зі сторінки автора “Доктор Сницарь”.  “Нариси інфектології” написані не професійною, а адаптованою, доступною для читачів мовою. Сам Андрій Олегович так написав про свою книгу:
|  | …Вона різнорідна за своєю структурою. Об'єднує її улюблена спеціальність, а статті різні … ... Намагався зробити виклад цікавим, не використовувати складні терміни ... ... Гумором намагався урізноманітнити розповідь. Наскільки все це вдалося – судити Вам, читачу… |

## Вибрані праці
- Сницарь А. Очерки инфектологии — 2-е изд., доп. — Сумы: Х.: Нота-бене; БЭТ, 2020. — 312 с.  — ISBN 978-966-925-156-5.
- Сницарь А.    Очерки инфектологии — Х.: БЭТ, 2019. — 252 с. — ISBN 978-966-925-131-2.
- Актуальність імунопрофілактики вірусного гепатиту В у медичних працівників / В. В. Тищенко, І. О. Троцька, В. М. Псарьов, А. О. Сніцарь // Інфекційні хвороби в практиці лікаря-інтерніста: сучасні аспекти: матер. Всеукраїн. наук.-практ. конф., м. Суми, 15-16 червня 2016 р. — Електронне видання каф. інфекційних хвороб. — Суми: СумДУ, 2016. — С. 179-181.
- Диференційна діагностика гарячок з використанням показників С-реактивного протеїну та прокальцитоніну / Н. А. Сніцарь, М. Д. Чемич, А. О. Сніцарь, Л. А. Харченко // Інфекційні хвороби. — 2013. — № 2. — С. 80-84.
- Аналіз частоти парентеральних втручань у хворих на вірусні гепатити В і С / М. Д. Чемич, А. О. Сніцарь, С. М. Алексєєва, В. В. Тищенко // Вісник Сумського державного університету. Серія Медицина. — Суми: СумДУ, 2011. — №1. — С. 79-86.
- Програмний підхід до організації медичної допомоги хворим на вірусні гепатити / Н. А. Лисенко, І. О. Троцька, А. О. Сніцарь та ін. // Труднощі діагностики і терапії інфекційних хвороб: матер. Всеукраїн. наук.-практ. конф. з міжнарод. участю і пленуму Асоціації інфекціоністів України (19-20 травня 2011 року, м. Суми) — Тернопіль: ТДМУ Укрмедкнига, 2011. — С. 36-38.
- Вісцеральний лейшманіоз як СНІД-індикаторне захворювання: труднощі в діагностиці та лікуванні / М. Д. Чемич, Н. О. Зарічанська, І. О. Троцька та ін. // Інфекційні хвороби. — 2010. — № 1. — С. 81-84.
- Реалізація програми "Антигепатит" на 2007-2011 роки у Сумській області: досягнення та проблеми / Н. А. Лисенко, А. О. Сніцарь, М. Д. Чемич та ін. // Хіміо- та імунотерапія інфекційних хвороб: матер. Всеукраїн. наук.-практ. конф., м. Суми, 18-19 травня 2010 р. — Суми: СумДУ, 2010. — С. 54-56.
- Впровадження обласної програми "Антигепатит" на Сумщині / М. Д. Чемич, А. О. Сніцарь, І. О. Троцька, В. В. Рябіченко // Інфекційні хвороби у клінічній та епідеміологічній практиці : матер. наук.-практ. конф. і пленуму Асоціації інфекціоністів України (21-22 травня 2009 р., Львів). — Тернопіль: ТДМУ, 2009. — С. 44-45.
- Холера в Україні — випадковість чи закономірність? / М. Д. Чемич, І. О. Троцька, А. О. Сніцарь, Г. І. Христенко // Інфекційні хвороби. — 2008. — № 3. — С. 85-87.
- Випадок завезеної холери, викликаної V. Cholerae О139, у Сумській області / М. Д. Чемич, А. О. Сніцарь, І. О. Троцька та ін. // Інфекційні хвороби — загальномедична проблема: матер. наук.-практ. конф. і Пленуму Сумського обл. наук.-мед. товариства інфекціоністів. (14 червня 2007 року) — Суми : СумДУ, 2007. — С. 60-65.
- Сніцарь А. О. Музей історії інфекційної служби на Сумщині / А. О. Сніцарь, М. Д. Чемич, І. О. Троцька // Інфекційні хвороби. — 2006. — № 4. — С. 85-91.
- Сніцарь А. О. Пташиний грип - міфи і реальність // Інфекційні хвороби на межі тисячоліть: матер. наук.-практ. конф. пленуму Сумського обл. наук.-мед. товариства інфекціоністів (7 грудня 2005 р.) — Суми: СумДУ, 2005. — С. 57-59.
- Особенности ведения больных с тяжелым течением дифтерии / А. О. Сницарь, Г. П. Бондаренко, Н. В. Клименко, Н. П. Кулев // Современные проблемы клинической и экспериментальной медицины: итоговая конф. мед. ф-та. — Сумы: СумДУ, 1998. — С. 113-115.